# Московська соборна мечеть
Московська соборна мечеть (рос. Московская соборная мечеть) — головна мечеть Москви, одна з найбільших мечетей міста.

## Історія
У грудні 1902 року купець Хабибулла Акбулатов і міщанин Сабірзян Бакіров передали ділянку землі на провулку Виползів для Оренбурзького магометанського духовного зборів.
У травні 1904 року було подано прохання про будівництво молитовного будинку для мусульман. У червні того ж року був затверджений проєкт архітектора Миколи Жукова. Будівництво стало можливим завдяки допомозі татарського купця Саліха Ерзіна, завершилося до кінця 1904 року. На згадку про мецената на фасаді мечеті в 1999 році встановлена меморіальна дошка.
У 1913 році громада отримала дозвіл на будівництво житлового будинку на подвір'ї мечеті.
У радянський період мечеть не закривалася і навіть стала єдиною мечеттю на території Центральної Росії після 1936 року, коли була закрита перша московська мечеть.
Під час Другої світової війни московські мусульмани зібрали кошти на танкову колону для Червоної армії, за що в 1944 році на ім'я імама Халіла Насретдінова була відправлена телеграма з подякою від Йосипа Сталіна.
Перед Московською олімпіадою 1980 року над мечеттю, що знаходиться поруч зі споруджуваним спортивним комплексом «Олімпійський», нависла загроза знесення. Мечеть врятували московські релігійні діячі та посли арабських країн.
У 1994 році з ініціативи муфтія Росії Равіля Гайнутдіна на території мечеті був створений Московський вищий ісламський духовний коледж, а в 1995-му — Московський ісламський університет.
У 2005 році Духовне управління мусульман Російської Федерації (ДУМ РФ) ініціювало великомасштабну реконструкцію мечеті. 7 вересня того ж року Равіль Гайнутдін заявив, що будівля 1904 року не буде знесена, а буде реконструйована. Незабаром сталася закладка першого каменя у фундамент нового комплексу Соборної мечеті. План реконструкції був підтриманий урядом Москви.
Автором проєкту виступив архітектор Ільяс Тажієв. Головним художником мечеті став член-кореспондент Російської академії мистецтв Фірінат Халіков. Фінансування та будівництва було покладено на ДУМ РФ. Спонсорували реконструкцію підприємець Сулейман Керімов, уряд Туреччини.
11 вересня 2011 року стару будівлю мечеті було знесено.

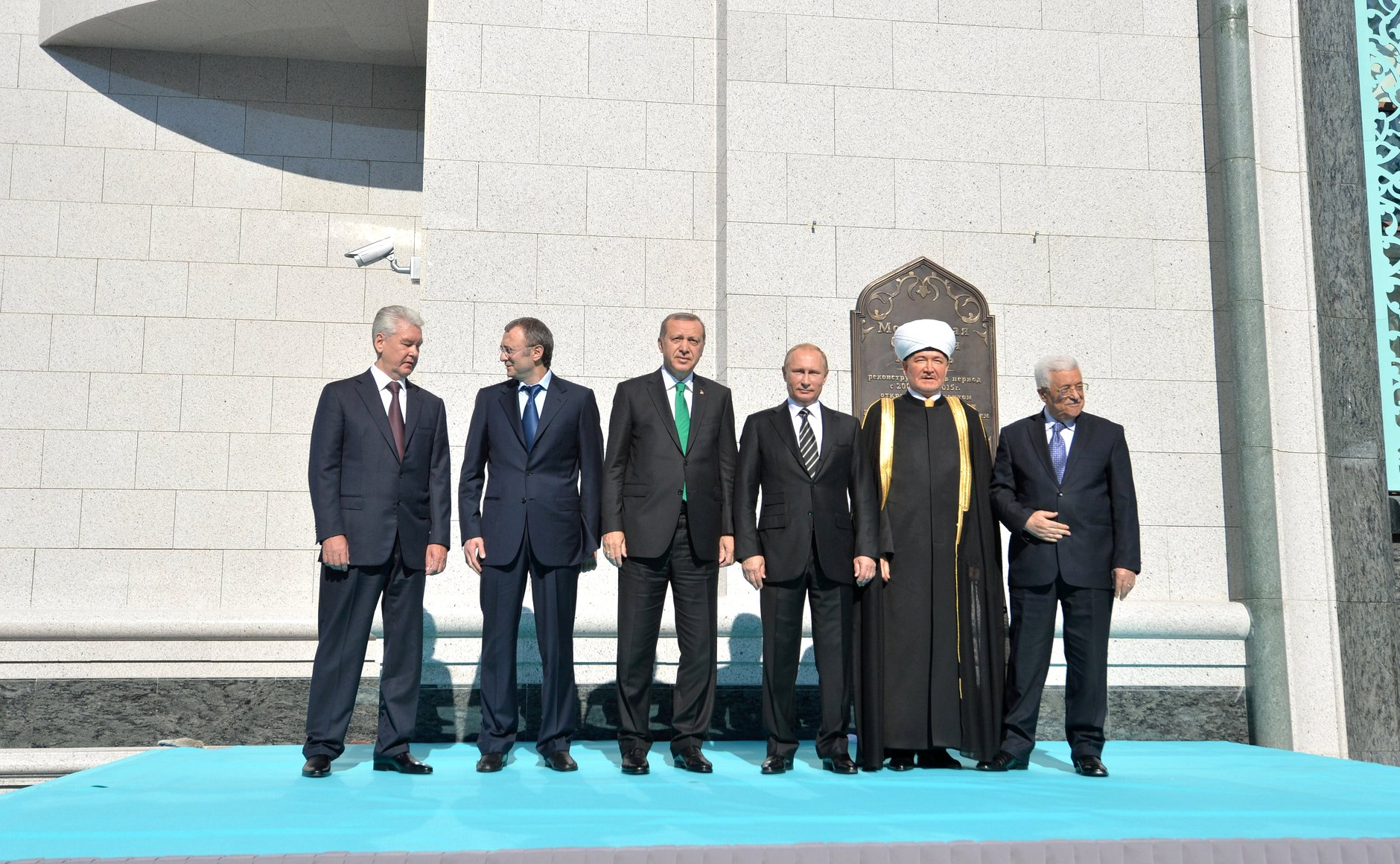
На відкритті Московської соборної мечеті після реконструкції, 2015 рік

Відкриття перебудованої мечеті відбулося 23 вересня 2015 року.  На церемонії були присутні президенти Росії Володимир Путін, Туреччини Реджеп Тайїп Ердоган, Палестини Махмуд Аббас, а також делегації з Азербайджану, Йорданії, Ірану, Казахстану, Катару, Кувейту, Киргизстану, Саудівської Аравії, Таджикистану, Туркменістану, Узбекистану, Рамзан Кадиров, Рамазан Абдулатіпов, Юнус-бек Євкуров, представники християнських релігійних організацій - митрополит Іларіон, католицький архієпископ Паоло Пецці, голова протестантів Сергій Рахівський. На згадку про урочисту подію на мечеті встановлено меморіальну дошку

## Опис
Нова мечеть являє собою шестиповерхову основну будівля в візантійському стилі з кількома різнорозмірними мінаретами, баштами і куполами. Висота покритого головного купола становить 46 метрів, діаметр — 27 метрів. Два головних мінарета мають висоту 78 метрів.
Малий мінарет розташований над історичною частиною комплексу, його вінчає півмісяць, що зберігся від старої будівлі.
Загальна площа споруди — 18 900 м². До реконструкції площа мечеті дорівнювала 964 м². Мечеть здатна вмістити до 10 000 вірян.

## Галерея

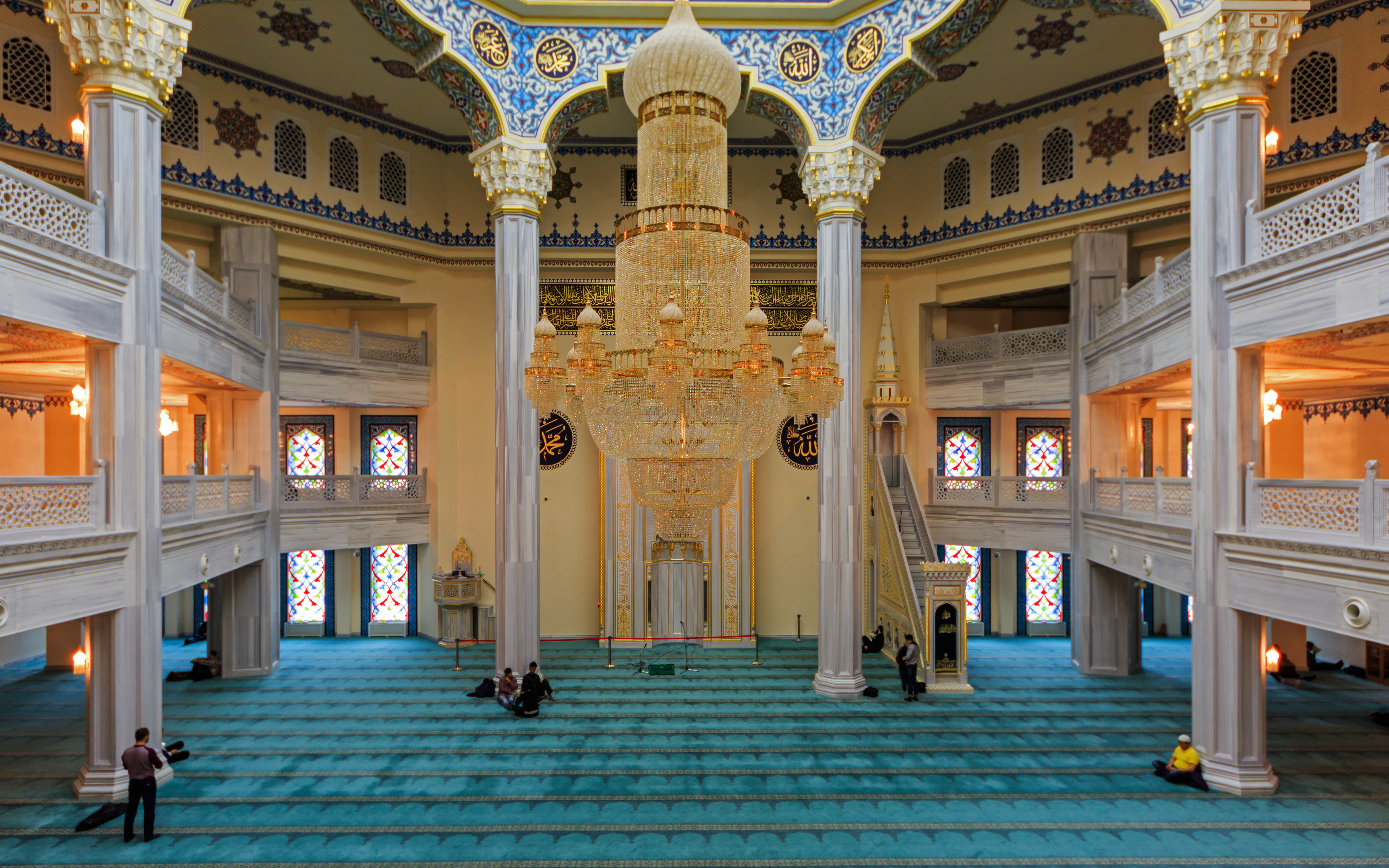
Молитовна зала
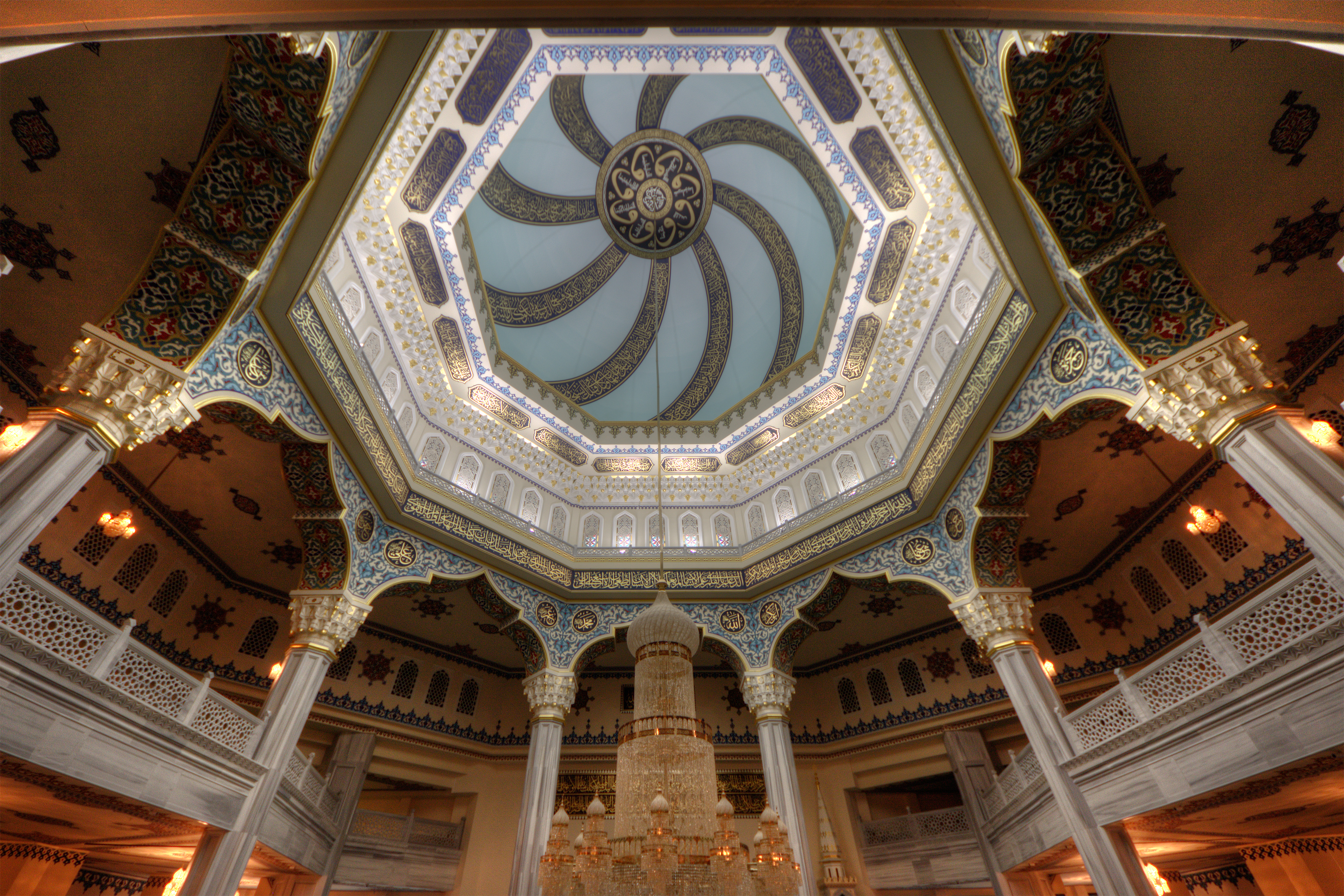
Купол мечеті